# Actividad
La actividad (del latín activitas, activas = actuar) es una faceta de la psicología. Mediatiza la vinculación del sujeto con el mundo real. 
La actividad es generadora del reflejo psíquico el cual, a su vez, mediatiza a la propia actividad. Siguiendo a Merani, podemos entenderla de la siguiente forma:

Con sentido puramente psicológico se refiere al conjunto de fenómenos de la vida activa, como los instintos, las tendencias, la voluntad, el hábito, etc., que constituye una de las tres partes de la psicología clásica, junto con la sensibilidad y la inteligencia
Merani, 1979, p.4.

Siempre está ligada a cierta necesidad que provoca la búsqueda. Durante la realización de la actividad colectiva e individual tiene lugar el reflejo psíquico de la realidad y se forma la conciencia. 
La actividad humana consciente tendiente hacia una finalidad es la sustancia de la conciencia humana porque es un proceso objetivo tanto como todos los procesos de la naturaleza.
En psicología se estudian la actividad objetal externa y la actividad interna donde esta última es secundaria porque se forma en proceso de interiorización de la actividad objetal externa formando un plano interior de la conciencia. Este proceso de interiorización Lev Vygotski lo interpretaba como pasaje de la función psíquica superior desde el plano social externo al plano individual interno de su realización. 
La actividad está estrechamente interrelacionado con los conceptos conciencia y de lo ideal.
Actividad que realiza cierta persona en algún lugar, ya sea física o psicológica

## Otras definiciones
- Conjunto de operaciones o tareas propias de una persona o entidad.
- Diligencia, eficacia.
- Física. En una cantidad dada de una sustancia radiactiva, número de átomos que se desintegran por unidad de tiempo.
- Prontitud en el obrar.
- Innovación. Acción correlacionada con el éxito en la innovación de productos.[1]